# Хоангшуфі
Хоангшуфі — сільський повіт у провінції Хазянг у Північно-Східному регіоні В'єтнаму.

## Історія
Назва Hoàng Su Phì або Hoàng Thụ Bì означає «жовта кора» мовою хмонг, що є посиланням до лісів плакучого кипариса, властивих цій місцевості.
Згідно з багатьма народними легендами та історичними записами, ця гірська місцевість не мала назви в минулому та була місцем суперечок багатьох могутніх родин на китайсько-в'єтнамському кордоні.
Ставши офіційно частиною Аннаму з 18 століття за згодою династії Цін, ця земля майже існує як власність родини Ванг (в'єт. Vàng).
Після того, як В'єтмінь захопив Хоангшуфі в 1955 році, густота населення все ще була дуже низькою. Ситуація з дитячими шлюбами та кровозмішання призвела до погіршення якості населення.
З 1980-х років у дельті Червоної річки було розпочато міграційний рух, щоб подолати економічний спад у містах, а також допомогти відновити населення прикордонної території. Програма лісонасадження ЮНІСЕФ і в'єтнамського уряду у ролі спонсора згодом перетворила Хоангшуфі на найціннішу територію лісозаготівлі Північного В'єтнаму.
До початку 2020-х років більшість жителів цієї області були нащадками інженерів сільського та лісового господарства, тобто тих, хто покинув бідні села з Ханоя або Намдіня, щоб розробляти нові землі у 1980-90-х роках.

## Географія
Станом на  2019 населення району становило 66 683 особи. Район займає площу 629 км². Центр повіту розташований у містечку общинного рівня Вінкуанг. Хоангшуфі відомий своїми рисовими терасами, особливо на дорозі між Вінькуаном у бік повіту Сінман, де ці тераси визнані урядом В'єтнаму як національне надбання.

### Адміністративний поділ
Округ Хоангшуфі складається з містечка общинного рівня Вінкуанг і 24 сільських громад: Банлуок (в'єт. Bản Luốc), Банмай (Bản Máy), Баннюнг (Bản Nhùng), Банпео (Bản Péo), Банфунг (Bản Phùng), Цьєнфо (Chiến Phố), Данван (Đản Ván), Хотхау (Hồ Thầu), Намшон (Nam Sơn), Нангдон (Nàng Đôn), Намзіть (Nậm Dịch), Намкхоа (Nậm Khòa), Намті (Nậm Ty), Нгамдангвай (Ngàm Đăng Vài), Поло (Pố Lồ), Полінгай (Pờ Ly Ngài), Шансахо (Sán Xả Hồ), Тасицонг (Tả Sử Choóng), Тантьєн (Tân Tiến), Тхангтін (Thàng Tín), Тхенцюфін (Thèn Chu Phìn), Тхонгнгуєн (Thông Nguyên), Тунян (Tụ Nhân) та Тунгшан (Túng Sán).

### Клімат
| Клімат Хоангшуфі, 553 м нрм                | Клімат Хоангшуфі, 553 м нрм | Клімат Хоангшуфі, 553 м нрм | Клімат Хоангшуфі, 553 м нрм | Клімат Хоангшуфі, 553 м нрм | Клімат Хоангшуфі, 553 м нрм | Клімат Хоангшуфі, 553 м нрм | Клімат Хоангшуфі, 553 м нрм | Клімат Хоангшуфі, 553 м нрм | Клімат Хоангшуфі, 553 м нрм | Клімат Хоангшуфі, 553 м нрм | Клімат Хоангшуфі, 553 м нрм | Клімат Хоангшуфі, 553 м нрм | Клімат Хоангшуфі, 553 м нрм |
| Показник                                   | Січ.                        | Лют.                        | Бер.                        | Квіт.                       | Трав.                       | Черв.                       | Лип.                        | Серп.                       | Вер.                        | Жовт.                       | Лист.                       | Груд.                       | Рік                         |
| Абсолютний максимум, °C                    | 30,9                        | 35,4                        | 38,0                        | 38,2                        | 39,9                        | 38,5                        | 36,9                        | 37,3                        | 37,0                        | 34,0                        | 33,1                        | 30,3                        |                             |
| Середній максимум, °C                      | 19,2                        | 21,2                        | 24,9                        | 28,5                        | 30,8                        | 31,3                        | 31,2                        | 31,3                        | 30,3                        | 27,4                        | 24,3                        | 20,9                        | 26,8                        |
| Середня температура, °C                    | 14,5                        | 16,3                        | 19,4                        | 23,1                        | 25,4                        | 26,4                        | 26,2                        | 25,9                        | 24,6                        | 22,1                        | 18,7                        | 15,3                        | 21,5                        |
| Середній мінімум, °C                       | 11,6                        | 13,1                        | 16,1                        | 19,4                        | 21,7                        | 23,0                        | 23,1                        | 22,6                        | 21,3                        | 19,0                        | 15,4                        | 12,1                        | 18,2                        |
| Абсолютний мінімум, °C                     | 0,2                         | 2,9                         | 3,7                         | 9,4                         | 13,7                        | 15,7                        | 17,7                        | 17,8                        | 13,2                        | 7,9                         | 4,4                         | −0,1                        |                             |
| Середня кількість сонячних годин на місяць | 89,8                        | 89,4                        | 132,4                       | 165,2                       | 175,0                       | 145,1                       | 152,4                       | 164,0                       | 150,7                       | 122,6                       | 121,4                       | 112,3                       | 1622,6                      |
| Норма опадів, мм                           | 21.4                        | 19.2                        | 47.7                        | 93.6                        | 186.2                       | 276.4                       | 356.3                       | 322.5                       | 163.7                       | 103.3                       | 50.6                        | 22.0                        | 1668.8                      |
| Днів з дощем                               | 6,1                         | 5,6                         | 6,6                         | 10,8                        | 15,5                        | 19,2                        | 22,5                        | 21,3                        | 14,8                        | 12,1                        | 8,0                         | 5,0                         | 147,9                       |
| Вологість повітря, %                       | 81.1                        | 79.4                        | 77.6                        | 77.0                        | 77.3                        | 81.1                        | 83.4                        | 83.9                        | 82.9                        | 82.4                        | 81.3                        | 80.9                        | 80.7                        |
| ------------------------------------------ | --------------------------- | --------------------------- | --------------------------- | --------------------------- | --------------------------- | --------------------------- | --------------------------- | --------------------------- | --------------------------- | --------------------------- | --------------------------- | --------------------------- | --------------------------- |

## Суспільство
Третина населення району проживає у важких умовах високогір'я. Повіт спеціалізується на вирощуванні чаю сорту шантуєт і кардамону.
У Хоангшуфі проживають 12 етнічних груп, найбільшою з яких є етнічна група нунг, що становить понад 38 %; за нею йдуть етнічна група яо — 22 %, хмонги — 13 %, а решта — інші етнічні групи. Хоангшуфі є основним місцем проживання етнічної групи лаці.

## Культура
Хоангшуфі є домом для багатьох етнічних фестивалів, таких як:
- Літній фестиваль Кхукуте (в'єт. Khu Cù Tê) етнічної меншини лаці[vi]
- Церемонія ініціації юнаків[vi] у народності яо
- Фестиваль стрибків через вогонь[vi] народності патен[vi]
- Фестиваль штовхання жердини[vi] народності патен[vi]
- Молитва за добрий врожай народності червоні яо (в'єт. cầu mùa của dân tộc Dao đỏ)
- Зимній фестиваль-молитва за добрий врожай[vi] етнічної групи тай
- Церемонія поклоніння лісу народу нунг[vi]

## Туризм

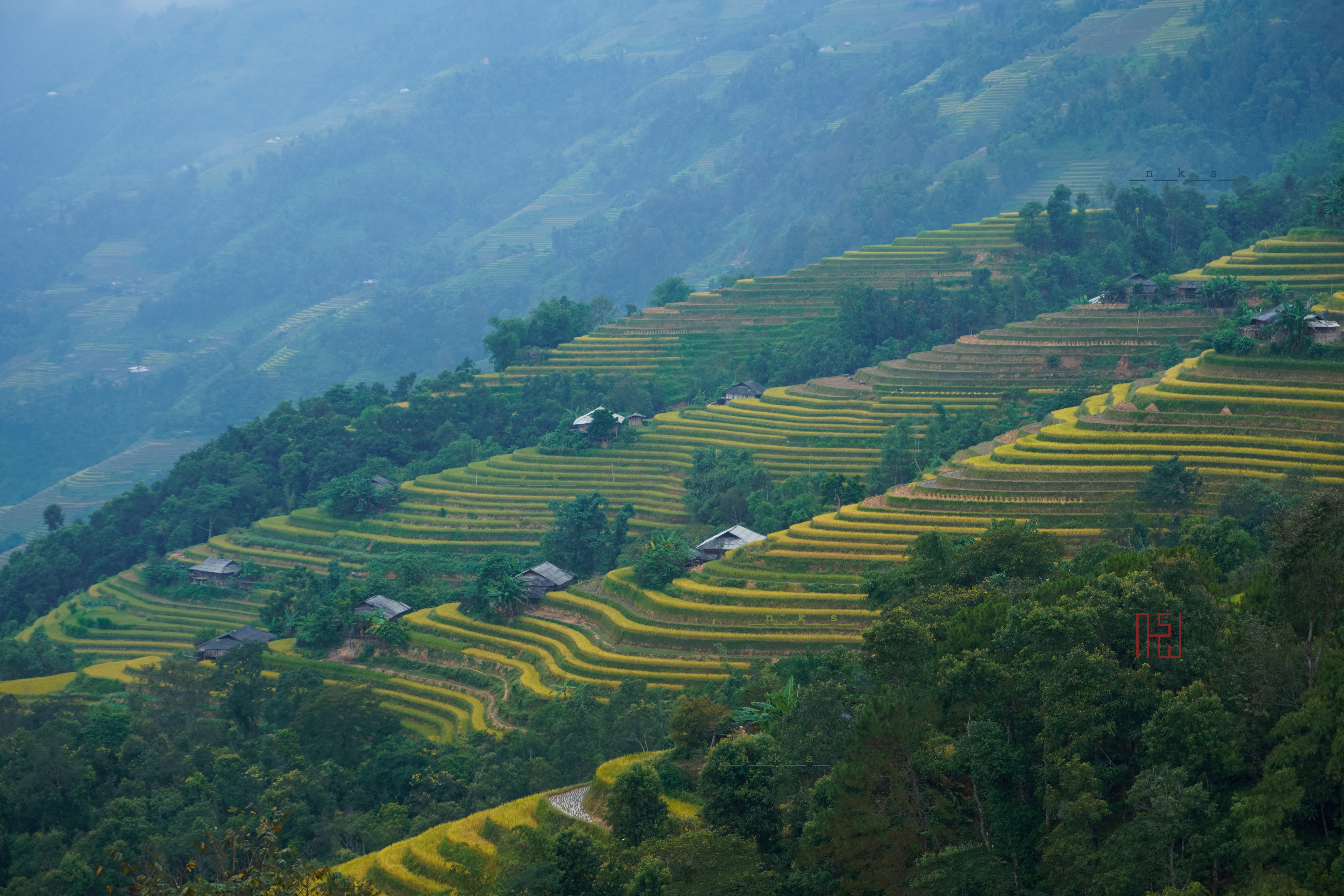
Рисові тераси Банфунг

Повіт Хоангшуфі відомий спадщиною терасових полів етнічних груп дао, лаці, фула, тай, нунг, хмонг, пупео тощо, зосереджених в громадах Банфунг (Bản Phùng), Банлиок (Bản Luốc), Баннюнг (Bản Nhùng), Намкхоа (Nậm Khòa) тощо.
Крім того, в районі також є вершина Тьєулаутхі висотою 2402 метри з популярним маршрутом для нетехнічних сходжень.